# برایان مولان
برایان مولان (انگلیسی: Brian Mullan؛ زادهٔ ۲۳ آوریل ۱۹۷۸) یک بازیکن فوتبال اهل ایالات متحده آمریکا است.
وی همچنین در تیم ملی فوتبال ایالات متحده آمریکا بازی کرده است.